# Illot Monito
L'Illot Monito és una illa deshabitada situada a l'oest de Puerto Rico, pertanyent al Municipi Autònom de Mayagüez. Encara que es troba més a prop de República Dominicana, pertany a Puerto Rico. L'Illot Monito, al costat de l'illa de Mona, constitueixen una reserva natural depenent del Departament de Recursos Naturals i Ambientals. L'any 1974 es va descobrir una espècie endèmica d'aquest illot, el dragó de Monito (Sphaerodactylus micropithecus).